# Olszewo Węgorzewskie (gromada)
Olszewo Węgorzewskie – dawna gromada, czyli najmniejsza jednostka podziału terytorialnego Polskiej Rzeczypospolitej Ludowej w latach 1954–1972.
Gromady, z gromadzkimi radami narodowymi (GRN) jako organami władzy najniższego stopnia na wsi, funkcjonowały od reformy reorganizującej administrację wiejską przeprowadzonej jesienią 1954 do momentu ich zniesienia z dniem 1 stycznia 1973, tym samym wypierając organizację gminną w latach 1954–1972.
Gromadę Olszewo Węgorzewskie z siedzibą GRN w Olszewie Węgorzewskim utworzono – jako jedną z 8759 gromad na obszarze Polski – w powiecie węgorzewskim w woj. olsztyńskim na mocy uchwały nr 28 WRN w Olsztynie z dnia 4 października 1954. W skład jednostki weszły obszary dotychczasowych gromad Góry, Olszewo Węgorzewskie i Wężówko ze zniesionej gminy Olszewo (Węgorzewskie) w tymże powiecie. Dla gromady ustalono 9 członków gromadzkiej rady narodowej.
1 stycznia 1958 do gromady Olszewo Węgorzewskie włączono obszar zniesionej gromady Sobiechy w tymże powiecie.
31 grudnia 1967 z gromady Olszewo Węgorzewskie wyłączono dwie części obszaru PGR Łęgwarowo (15 + 142 ha), włączając je do gromady Perły w tymże powiecie; do gromady Olszewo Węgorzewskie włączono natomiast część obszaru wsi Góry (7 ha) oraz część obszaru PGL nadleśnictwo Węgorzewo (104 ha) z gromady Perły, a także część obszaru PGR Ołownik (144 ha) z gromady Budry – w tymże powiecie.
Gromada przetrwała do końca 1972 roku, czyli do kolejnej reformy gminnej.